# Racibor de Białogarda
Racibor de Bialogarda (en polonais Racibor Białogardzki) est né vers 1212 et décédé le 6 juin 1272. Il est le duc de Białogarda de 1233 à 1262.
Après la mort de son père Mestwin Ier de Poméranie, Racibor se retrouve sous la protection de son frère aîné Świętopełk. Vers 1233, celui-ci lui offre le duché de Białogarda. En 1237, à la demande de son frère Sambor II de Tczew, il envahit la région de Słupsk. En représailles, Świętopełk s’empare de Białogarda l’année suivante. Pour conserver son petit duché, Racibor est contraint de rendre un hommage de vassalité à son frère Świętopełk.
En 1242 débute une longue guerre (qui s’achèvera en 1253) entre Świętopełk et une coalition formée par les Chevaliers teutoniques, les ducs de Cujavie-Mazovie et les ducs de Grande-Pologne. Sambor et Racibor rejoignent le camp des ennemis de Świętopełk.
La guerre s’interrompt brièvement en 1243 lorsque Świętopełk est contraint d’accepter un armistice après avoir perdu Wyszogród, Sartowice et Nakło. Mais les hostilités reprennent très rapidement à la suite de la défaite des Teutoniques face aux Prussiens le 17 juin 1243. Le 28 août 1243, à Inowrocław, les Teutoniques, Casimir Ier de Cujavie, Sambor et Racibor concluent une nouvelle alliance pour lutter contre Świętopełk. En cas de défaite face à Świętopełk, les Teutoniques s’engagent à donner la place forte de Sartowice à Sambor et Racibor. En quittant Inowrocław pour rejoindre son duché de Białogarda, Racibor est capturé par Świętopełk et doit lui abandonner ses terres.
Il retrouve la liberté vers 1248 et récupère son duché de Białogarda. Par la suite, il reste fidèle à Świętopełk.
Après 1262, Racibor rejoint l’Ordre teutonique et lui fait don de ses terres.

## Sources
- (pl) Cet article est partiellement ou en totalité issu de l’article de Wikipédia en polonais intitulé « Racibor białogardzki » (voir la liste des auteurs).